# ボビー・リード
ボビー・アルマーニ・デコルドバ＝リード（Bobby Armani Decordova-Reid，1993年2月2日 - ）は、イングランド・ブリストル出身、ジャマイカ代表のサッカー選手。ポジションはミッドフィールダー。レスター・シティFC所属。

## 経歴

### クラブ
2011年4月4日にブリストル・シティFCと契約する。2018年1月のフットボールリーグカップ準決勝1stレグ、マンチェスター・シティFC戦ではPKから得点を奪うもチームは2-1で敗北した。
2018年6月28日、プレミアリーグに昇格したカーディフ・シティFCに4年契約、1000万ポンドで移籍した。
2019年8月9日、フラムFCにレンタル移籍。
2020年1月24日、3年半の契約で完全移籍。
2024年7月6日、プレミアリーグ再昇格のレスター・シティFCに3年契約で移籍。

### 代表
2019 CONCACAFネーションズリーグに出場するジャマイカ代表に選出され、9月6日のアンティグア・バーブーダ戦でデビュー。前半31分にゴールを決めた。

## 獲得タイトル
フラム
- EFLチャンピオンシップ：2021-22

個人
- ブリストル・シティ年間最優秀選手賞：2017-2018
- EFLチャンピオンシップ年間ベストイレブン：2017-18
- PFA年間ベストイレブン：2017–18(チャンピオンシップ)